# Edward Turner Bennett
Edward Turner Bennett (ngày 6 Tháng 1 năm 1797 - ngày 21 tháng 8 năm 1836) là một nhà động vật học và nhà văn người Anh. Ông là anh trai của nhà thực vật học John Joseph Bennett.
Bennett sinh ra tại Hackney và thực hành như một bác sĩ phẫu thuật, nhưng theo đuổi chính của ông luôn là động vật học. Năm 1822, ông đã cố gắng thiết lập một xã hội côn trùng, mà sau này đã trở thành một xã hội động vật liên quan đến xã hội Linnean. Điều này sẽ trở thành điểm khởi đầu của xã hội động vật học London, trong đó Bennett là thư ký từ năm 1831 đến năm 1836.
Tác phẩm của ông bao gồm The Tower Menagerie (1829) và The Gardens and Menagerie of the Zoological Society (1831). Ông cũng đã viết, cùng với G. T. Lay, phần về loài cá trong Zoology of Beechey's Voyage (1839).